# 克莱塞
克莱塞（法語：Clessé，法語發音：[klese]）是法国德塞夫勒省的一个市镇，属于布雷叙尔区。

## 地理
克莱塞（46°42'57"N, 0°24'22"W）面积29.08 平方千米，位于法国新阿基坦大区德塞夫勒省，该省份为法国西部内陆省份，北起曼恩-卢瓦尔省，西接旺代省，南至夏朗德省和滨海夏朗德省，东临维埃纳省。
与克莱塞接壤的市镇（或旧市镇、城区）包括：阿马尤、布瓦梅、拉沙佩勒聖洛朗、希謝、讷维-布安、普涅-埃里松、圣日耳曼-德隆格绍姆。

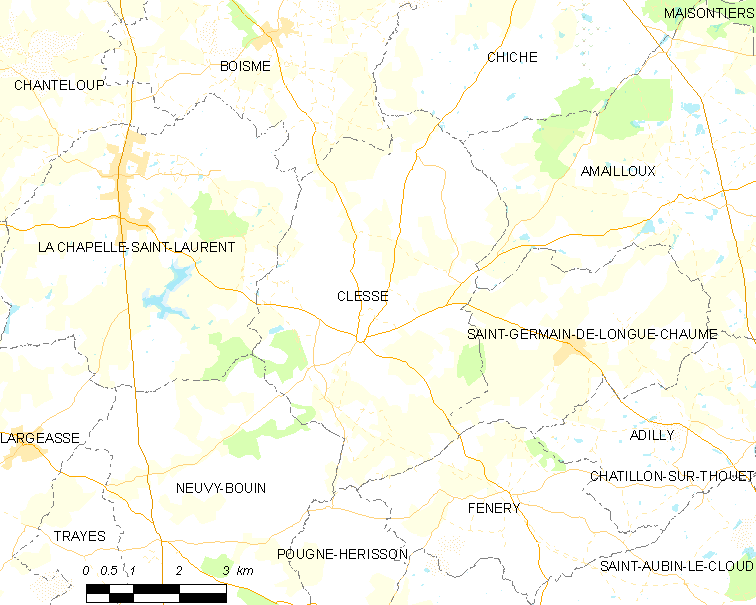
克莱塞的OSM定位图

克莱塞的时区为UTC+01:00、UTC+02:00（夏令时）。

## 行政
克莱塞的邮政编码为79350，INSEE市镇编码为79094。

## 政治
克莱塞所属的省级选区为瑟里宰县。

## 人口

1962-2008年间克莱塞人口变化图示

克莱塞于2022年1月1日时的人口数量为925人。